# Hatherleigh
Hatherleigh är en stad och en civil parish i West Devon i Storbritannien. Den ligger i grevskapet Devon och riksdelen England, i den södra delen av landet, 290 km väster om huvudstaden London. Orten har 1 306 invånare (2001). Den har en kyrka. Staden nämndes i Domedagsboken (Domesday Book) år 1086, och kallades då Adrelei / Hadreleia.
Kustklimat råder i trakten. Årsmedeltemperaturen i trakten är 8 °C. Den varmaste månaden är augusti, då medeltemperaturen är 15 °C, och den kallaste är december, med 0 °C.